# Hof (Hornafjörður)
Hof (pronuncia islandese: [ˈhɔːf]) in Öræfi, è un insieme di fattorie nel comune di Sveitarfélagið Hornafjörður nel sud-est dell'Islanda, vicino al ghiacciaio Vatnajökull e a ventidue chilometri a sud di Skaftafell nel Parco nazionale del Vatnajökull. Si trova sulla Route 1 a sud-ovest di Höfn, nella stretta striscia tra la costa del mare e il ghiacciaio.
Si trova a 9,14 km ad ovest-sud-ovest del centro del vulcano Öræfajökull.
Un edificio degno di nota a Hof è la sua caratteristica chiesa dal manto erboso, costruita nel 1883 ed è la più recente chiesa dal manto erboso costruita in Islanda. Dal 1951 appartiene al Museo Nazionale d'Islanda.